# Йосип Скоблар
Йосип Скоблар (хорв. Josip Skoblar; нар. 12 березня 1941, Привлака) — югославський футболіст, нападник. Володар «Золотого бутса».

## Кар'єра
У 13 років Йосип Скоблар став гравцем «Задара». У 18 років переїхав у Белград, перейшовши в ОФК. У складі цього клубу двічі — у 1962 та 1966 роках ставав володарем Кубка Югославії.
У 1966 році Скоблар підписав контракт з західнонімецьким  «Ганновером». Був відданий в оренду французькому «Марселю». Після повернення з оренди в сезоні 1968/69 забив у чемпіонаті ФРН 18 голів. У той час «Ганновер» регулярно брав участь у європейських клубних турнірах, і Скоблар в єврокубках забив за німецький клуб чотири м'ячі.
У 1970 році були чутки про перехід югослава в «Баварію». Але Йосип волів повернутися в «Олімпік». У складі клубу з Марселя тричі поспіль ставав найкращим бомбардиром чемпіонату Франції. У сезоні 1970/71 був володарем «Золотої бутси», забивши у першості Франції 44 голи.
Сезон 1973/74 став останнім для Скоблара у складі «Олімпіка». Після цього повернувся в Югославію, перейшовши в «Рієку». У 35 років завершив кар'єру гравця.

## Збірна
Скоблар дебютував у збірній Югославії 7 травня 1961 року у зустрічі зі збірною Угорщини (2:4). У другому матчі за національну команду проти НДР відкрив рахунок м'ячам за збірну.
На чемпіонаті світу 1962 року забив один гол у п'яти матчах. Югославія тоді в матчі за третє місце програла збірній Чилі.
У відбірковому турнірі чемпіонату Європи 1968 року Скоблар забив переможний гол у ворота збірної ФРН. Але потім вийшла постанова, що гравці іноземних клубів не повинні грати за збірну Югославії. У відсутність Скоблара югослави на європейській першості посіли друге місце.

## Досягнення в ролі гравця

### Командні досягнення
ОФК Белград
- Володар Кубка Югославії (2): 1962, 1966

 Олімпік (Марсель)
- Чемпіон Франції (2): 1971, 1972
- Володар Кубка Франції: 1971
- Володар Суперкубка Франції: 1971

### Особисті досягнення
- Володар «Золотої бутси»: 1971
- Найкращий бомбардир Першого дивізіону Франції (3): 1971, 1972, 1973[4]
- Рекордсмен Першого дивізіону Франції за кількістю голів у сезоні: 44 голи
- Рекордсмен марсельського «Олімпіка» за кількістю голів у сезоні: 49 голів
- Рекордсмен марсельського «Олімпіка» за кількістю голів у сезоні ліги: 44 голи

## Досягнення в ролі тренера
Хайдкук (Спліт)
- Володар Кубка Югославії (2): 1987, 1991

## Статистика виступів
| Клуб              | Сезон             | Ліга | Ліга | Кубки | Кубки | Єврокубки | Єврокубки | Інше | Інше | Загалом | Загалом |
| Клуб              | Сезон             | Ігри | Голи | Ігри  | Голи  | Ігри      | Голи      | Ігри | Голи | Ігри    | Голи    |
| ----------------- | ----------------- | ---- | ---- | ----- | ----- | --------- | --------- | ---- | ---- | ------- | ------- |
| ОФК Белград       | 1959/60           | 18   | 5    | 2     | 0     | 0         | 0         | 0    | 0    | 20      | 5       |
| ОФК Белград       | 1960/61           | 22   | 5    | 2     | 1     | 0         | 0         | 0    | 0    | 24      | 6       |
| ОФК Белград       | 1961/62           | 21   | 8    | 5     | 2     | 0         | 0         | 0    | 0    | 26      | 10      |
| ОФК Белград       | 1962/63           | 22   | 11   | 2     | 0     | 9         | 5         | 0    | 0    | 33      | 16      |
| ОФК Белград       | 1963/64           | 25   | 16   | 1     | 0     | 3         | 0         | 0    | 0    | 29      | 16      |
| ОФК Белград       | 1964/65           | 26   | 10   | 3     | 2     | 2         | 1         | 0    | 0    | 31      | 13      |
| ОФК Белград       | 1965/66           | 27   | 8    | 5     | 5     | 0         | 0         | 0    | 0    | 32      | 13      |
| ОФК Белград       | 1966/67           | 1    | 0    | 0     | 0     | 0         | 0         | 0    | 0    | 1       | 0       |
| ОФК Белград       | Всього            | 162  | 63   | 20    | 10    | 14        | 6         | 0    | 0    | 196     | 79      |
| Збірна Белграду   | 1960/61           | -    | -    | -     | -     | 1         | 1         | -    | -    | 1       | 1       |
| Збірна Белграду   | Всього            | 0    | 0    | 0     | 0     | 1         | 1         | 0    | 0    | 1       | 1       |
| Црвена Звезда     | 1962/63           | -    | -    | -     | -     | 1         | 1         | -    | -    | 1       | 1       |
| Црвена Звезда     | Всього            | 0    | 0    | 0     | 0     | 1         | 1         | 0    | 0    | 1       | 1       |
| Ганновер 96       | 1967/68           | 21   | 9    | 1     | 0     | 0         | 0         | 0    | 0    | 22      | 9       |
| Ганновер 96       | 1968/69           | 26   | 17   | 3     | 3     | 4         | 3         | 0    | 0    | 33      | 23      |
| Ганновер 96       | 1969/70           | 10   | 4    | 0     | 0     | 1         | 1         | 0    | 0    | 11      | 5       |
| Ганновер 96       | Всього            | 57   | 30   | 4     | 3     | 5         | 4         | 0    | 0    | 66      | 37      |
| Олімпік (Марсель) | 1966/67           | 15   | 13   | 3     | 4     | 0         | 0         | 0    | 0    | 18      | 17      |
| Олімпік (Марсель) | 1969/70           | 18   | 13   | 1     | 0     | 0         | 0         | 0    | 0    | 19      | 13      |
| Олімпік (Марсель) | 1970/71           | 36   | 44   | 8     | 5     | 2         | 0         | 0    | 0    | 46      | 49      |
| Олімпік (Марсель) | 1971/72           | 31   | 30   | 9     | 8     | 4         | 2         | 1    | 0    | 45      | 40      |
| Олімпік (Марсель) | 1972/73           | 31   | 26   | 4     | 2     | 1         | 0         | 1    | 1    | 37      | 29      |
| Олімпік (Марсель) | 1973/74           | 33   | 20   | 0     | 0     | 4         | 3         | 0    | 0    | 37      | 23      |
| Олімпік (Марсель) | 1974/75           | 10   | 5    | 0     | 0     | 0         | 0         | 0    | 0    | 10      | 5       |
| Олімпік (Марсель) | Всього            | 174  | 151  | 25    | 19    | 11        | 5         | 2    | 1    | 212     | 176     |
| Рієка             | 1974/75           | 14   | 6    | 0     | 0     | 0         | 0         | 0    | 0    | 14      | 6       |
| Рієка             | 1975/76           | 21   | 5    | 1     | 0     | 0         | 0         | 0    | 0    | 22      | 5       |
| Рієка             | 1976/77           | 1    | 0    | 0     | 0     | 0         | 0         | 0    | 0    | 1       | 0       |
| Рієка             | Всього            | 36   | 11   | 1     | 0     | 0         | 0         | 0    | 0    | 37      | 11      |
| Всього за кар'єру | Всього за кар'єру | 429  | 255  | 50    | 32    | 32        | 17        | 2    | 1    | 513     | 305     |